# 辛菲罗波尔区
辛菲罗波尔区（烏克蘭語：Сімферопольський район），是法理上烏克蘭克里米亞自治共和國的一個旧區，但事实上是俄罗斯克里米亞共和國的一个区。位于克里米亚半岛中部偏南，行政中心为辛菲罗波尔（但该市为共和国直辖市，并不在该区的行政管辖之下）。

## 2020年乌克兰行政区划改革
2020年7月乌克兰在全境实行了行政区划改革，包括当时被俄罗斯占领的克里米亚半岛。克里米亚自治共和国的14个区和11个共和国直辖市重组为10个区。辛菲罗波尔区与辛菲罗波尔市拉达管辖的区域合并为新的辛菲罗波尔区。设立新区的法律在2023年9月7日正式生效，但由于乌克兰并未实际控制克里米亚，故事实上新区并未真正运作。

## 人口
2001年全区人口149,253，民族分布如下：
- 俄罗斯人 - 49.4%
- 乌克兰人 - 23.5%
- 克里米亚鞑靼人 - 22.2%
- 白俄罗斯人 — 1.4%